# Anii 1060
Secole: Secolul al X-lea - Secolul al XI-lea - Secolul al XII-lea
Decenii: Anii 1010 Anii 1020 Anii 1030 Anii 1040 Anii 1050 - Anii 1060 - Anii 1070 Anii 1080 Anii 1090 Anii 1100 Anii 1110
Ani: 1060 1061 1062 1063 1064 1065 1066 1067 1068 1069